# Simon Tortell
Simon Tortell (* 8. August 1959 in Sliema; † 15. Juni 2012) war ein maltesischer Fußballspieler auf der Position eines Stürmers.

## Berufliche Laufbahn

### Verein
Der in Sliema geborene Tortell erhielt seine fußballerische Ausbildung bei seinem Heimatverein Sliema Wanderers, in dessen erster Mannschaft er erstmals in der Saison 1975/76 beim 4:1-Heimsieg gegen den späteren Absteiger FC Marsa zum Einsatz kam. In derselben Spielzeit gewann er mit den Wanderers die maltesische Fußballmeisterschaft mit einem Punkt Vorsprung vor dem Erzrivalen und Titelverteidiger FC Floriana. Diese beiden Mannschaften standen sich am Ende der Saison 1978/79 im Finale des maltesischen Fußballpokalwettbewerbs gegenüber und Tortell erzielte beide Treffer zum 2:1-Sieg.

### Nationalspieler
Seinen ersten Länderspieleinsatz für Malta bestritt Tortell am 25. Oktober 1978 bei der 0:7-Niederlage in Wrexham gegen Wales. Seinen einzigen Länderspieltreffer erzielte er in einem am 24. Oktober 1981 ausgetragenen Freundschaftsspiel zum 1:0-Sieg gegen Tunesien.

### Nach dem Fußball
Während seiner Zeit als Fußballspieler studierte Tortell Jura und nach Abschluss seines Studiums beendete er seine Spielerlaufbahn und widmete sich ganz seiner anwaltlichen Tätigkeit. Tortell starb nach einer langwierigen Krankheit im Alter von nur 52 Jahren.

## Erfolge
- Maltesischer Meister: 1975/76
- Maltesischer Pokalsieger: 1978/79